# PlayStationコントローラ
PlayStationコントローラ（プレイステーションコントローラ）は、ソニーがPlayStation用に発売した最初のゲームパッドである。初代モデル（型番:SCPH-1010）はPlayStationの発売と同時に1994年12月3日に発売された。

## デザイン
任天堂のスーパーファミコン コントローラで確立された基本的なボタン配置を基に、PlayStationコントローラは中指用の第2ペアのショルダーボタンを追加した。PlayStationが生成する3D環境をナビゲートするためにゲームパッドを更新する目的で設計されており、ショルダーボタンを人差し指と中指の両方に配置するコンセプトは、2セットのボタンを使用して双方向の奥行き方向制御を実現することだった。中指の位置をショルダー部分に移動させることでグリップが不安定になるのを補うため、コントローラにはグリップが追加された。
操作ボタンのラベルには従来のアルファベットや数字の代わりに、緑の三角形、赤い丸、青いバツ印、ピンクの四角形（、、、）といったシンプルな幾何学的形状を使用することで、PlayStationコントローラはPlayStationブランドに広く取り入れられる商標を確立した。初代PlayStationコントローラのデザイナーである後藤禎祐は、これらの記号が何を意味するかについてインタビューで説明している。丸とバツはそれぞれ「はい」と「いいえ」を表しており、三角形は視点を象徴し、四角形はメニューにアクセスするための紙のシートとして解釈される。日本では丸が決定、バツがキャンセルの配置が一般的だが、欧米では逆にバツが決定、丸がキャンセルという配置が一般的である。後年のPlayStation 5では、後者の欧米式配置が全世界共通のスタンダードとして採用された。
PlayStation 2は初代PlayStationコントローラと後方互換性があり、初代PlayStationコンソールと同じコネクターとプロトコルを使用する。この互換性は、初代PlayStationの周辺機器との後方互換性によるものである。ただし、アナログスティックや感圧ボタンがないため、PS2の多くのゲームでは機能は制限される。

## 歴史
久夛良木健はコントローラの設計について次のように語った。
開発の中で、考えられるあらゆるゲームパッドの状況をシミュレーションした。ゲームのマッピング中に何度もパッドを置く場合や、床に寝転がりながらプレイする場合、その他多くのケースを想定した。その後、ボタンとパッド本体の重量を決定しなければならなかった。1グラムずつ重量を調整し、最終的にバランスの正しい点を見つけた。おそらく、ゲームパッドの開発には本体の開発と同じくらいの時間を費やした。
後藤と久夛良木の両者は、ソニーの社長である大賀典雄がコントローラの開発に特別な関心を示し、最終バージョンを強く支持したことを振り返っている。
1995年9月9日と29日にそれぞれ北米とヨーロッパでPlayStationが発売された際、それらの地域向けの発売モデルとともに改良版のPlayStationコントローラ（型番SCPH-1080）が導入された。このモデルは、オリジナルの日本での発売モデルより10%大きく、やや長いグリップ部分とフェライトビーズ付きの長いコードを備えている。このコントローラはその後のすべてのPlayStation本体に同梱され、日本でも1996年4月2日に発売された。
1997年にアナログコントローラを短期間販売した後、ソニーは同年後半にDUALSHOCKコントローラを導入し、それに伴いPlayStationコントローラの段階的な廃止を開始した。DUALSHOCKコントローラはその後PlayStationの標準コントローラとなった。DUALSHOCK（およびアナログコントローラ）コントローラの使用を明示的に要求する最初のゲームである『サルゲッチュ』は、DUALSHOCKの初期発売から2年後にならないと登場しなかった。